# Tuilage
El tuilage és una tècnica de cant vocal on diversos cantants participen canviant-hi de rol, i el cantant que segueix el primer repeteix les darreres síl·labes d'aquest i continua l'estrofa. A continuació apareix una altra veu (que pot ser de nou la primera) que continua cantant en paral·lel fins que el segon calla, com en un relleu. D'aquesta manera mai hi ha pausa a la dicció i el ritme, fet que és realment important pels balladors en el cas dels cants de dansa.
Aquesta tècnica s'utilitza en llocs on la seua música tradicional té un component històric important:
- Albània.[3]
- Bretanya: kan ha diskan.[2]